# Barracuda (serietidning)
Barracuda var en svensk serietidning som gavs ut åren 1990–1991 av Atlantic Förlags/Pandora Press. Den innehöll den brittiska äventyrsserien Barracuda om en FN-agent, skapad på 1960-talet.
Förutom titelserien innehöll tidningen även Leksakskriget, Ödeshandsken, Stålhanden och Hämnaren. Från den då nyligen nerlagda Center-Serien flyttats även sportserierna Benny Guldfot och Super-Mac över. 
Omslagen målades av Rolf Gohs.